# Rimatori toscani di transizione
I rimatori toscani di transizione, conosciuti anche come  rimatori siculo-toscani , sono un gruppo di poeti, che dopo la caduta degli Svevi nel Regno di Sicilia, hanno ereditato la tradizione della poesia siciliana e il suo tema centrale dell'amore, introducendo anche altri temi come la politica, la guerra, la morale e il quotidiano vivere civile.
Mentre i poeti della scuola siciliana, come Giacomo da Lentini, Pier della Vigna, Cielo d'Alcamo, Odo delle Colonne, vivono alla corte di Federico II di Svevia e ne interpretano i valori dominanti, rielaborando a loro volta esempi della lirica provenzale, i poeti dell'area centro-settentrionale sono immersi nella società comunale, con la sua vitalità e con i suoi problemi. Questo spiega la tematica più ampia, che a sua volta richiede la creazione di un linguaggio poetico meno rarefatto, a volte anzi aspro e difficile. Emerge, in un clima di duri contrasti politici, il ceto borghese, alla ricerca di un sistema di valori etici e civili adatti al mondo più aperto e complesso delle città.
Vengono riprese le forme della canzone e del sonetto, originario della Scuola siciliana, ma si sperimentano anche altre forme metriche, come la ballata, e altri temi, come nel caso della canzone politica, sul modello del sirventese provenzale. La lingua utilizzata è il toscano. 
I principali autori sono Guittone d'Arezzo, autore di un Canzoniere dove tratta argomenti amorosi e moralistici, considerato il maestro di Bonagiunta Orbicciani, nonostante fosse più giovane di lui, Chiaro Davanzati, Compiuta Donzella e Brunetto Latini, autore del poemetto didascalico Il Tesoretto.